# Dolichoderus spinicollis
Dolichoderus spinicollis é uma espécie de formiga do gênero Dolichoderus.